# Burak Kaplan
Burak Kaplan (2 de Janeiro de 1990) é um jogador turco que joga como médio. Actualmente joga pelo Bayer Leverkusen e pala Selecção Sub-19 da Turquia.

## Carreira
Em 2008 jogou pelo Bayer Laverkusen 2 onde fez 28 jogos e 8 golos.  Estreou-se pela equipa sénior a 11 de Dezembro de 2008 contra o Hertha BSC, onde marcou um golo e o resultado ficou 2-2. Assinou pelo clube a 13 de Dezembro de 2009 por 3 épocas, até 2012.